# 8682 Kräklingbo
8682 Kräklingbo è un asteroide della fascia principale. Scoperto nel 1992, presenta un'orbita caratterizzata da un semiasse maggiore pari a 3,1493519 UA e da un'eccentricità di 0,1415508, inclinata di 0,98125° rispetto all'eclittica.